# AEGON Classic 2016
AEGON Classic 2016 byl tenisový turnaj pořádaný jako součást ženského okruhu WTA Tour, který se odehrával na otevřených travnatých dvorcích v Edgbaston Priory Clubu. Probíhal mezi 13. až 19. červnem 2016 v anglickém Birminghamu jako třicátý pátý ročník turnaje.
Turnaj s rozpočtem 846 000 dolarů potřetí patřil do kategorie WTA Premier Tournaments. Nejvýše nasazenou hráčkou ve dvouhře se stala světová trojka Agnieszka Radwańská z Polska. Jako poslední přímá účastnice do dvouhry nastoupila 56. britská tenistka žebříčku Heather Watsonová.
Počet singlistek byl proti předešlým ročníkům snížen z padesáti šesti na třicet dva, což se odrazilo v redukci nasazených účastnic na polovinu.
Singlovou soutěž ovládla Madison Keysová, která se po turnaji posunula poprvé v kariéře do elitní světové desítky žebříčku WTA, jako první americká debutantka od roku 1999. Vítězem deblové části se stal při prvním společném startu na turnaji okruhu WTA český pár Karolína Plíšková a Barbora Strýcová.

## Distribuce bodů a finančních odměn

### Distribuce bodů
| Soutěž  | vítězky | finalistky | semifinalistky | čtvrtfinalistky | 16 v kole | 32 v kole | Q  | Q2 | Q1 |
| ------- | ------- | ---------- | -------------- | --------------- | --------- | --------- | -- | -- | -- |
| dvouhra | 470     | 305        | 185            | 100             | 55        | 1         | 25 | 13 | 1  |
| čtyřhra | 470     | 305        | 185            | 100             | 1         | —         | —  | —  | —  |

### Finanční odměny
| Soutěž                                | vítězky  | finalistky | semifinalistky | čtvrtfinalistky | 16 v kole | 32 v kole | Q      | Q2     | Q1     |
| ------------------------------------- | -------- | ---------- | -------------- | --------------- | --------- | --------- | ------ | ------ | ------ |
| dvouhra                               | $146 200 | $77 850    | $41 555        | $22 310         | $11 930   | $5 735    | $3 400 | $1 815 | $1 005 |
| čtyřhra                               | $45 620  | $24 340    | $13 310        | $6 780          | $3 675    | —         | —      | —      | —      |
| částky ve čtyřhře jsou uváděny na pár |          |            |                |                 |           |           |        |        |        |

## Ženská dvouhra

### Nasazení
| Stát                          | Hráčka                    | WTA | Nasazení |
| ----------------------------- | ------------------------- | --- | -------- |
| Polsko                        | Agnieszka Radwańská       | 3.  | 1.       |
| Německo                       | Angelique Kerberová       | 4.  | 2.       |
| Rumunsko                      | Simona Halepová           | 5.  | 3.       |
| Švýcarsko                     | Belinda Bencicová         | 8.  | 4.       |
| Česko                         | Petra Kvitová             | 11. | 5.       |
| Španělsko                     | Carla Suárezová Navarrová | 15. | 6.       |
| USA                           | Madison Keysová           | 16. | 7.       |
| Česko                         | Karolína Plíšková         | 17. | 8.       |
| Spojené království            | Johanna Kontaová          | 18. | 9.       |
| Žebříček WTA k 6. červnu 2016 |                           |     |          |

### Jiné formy účasti

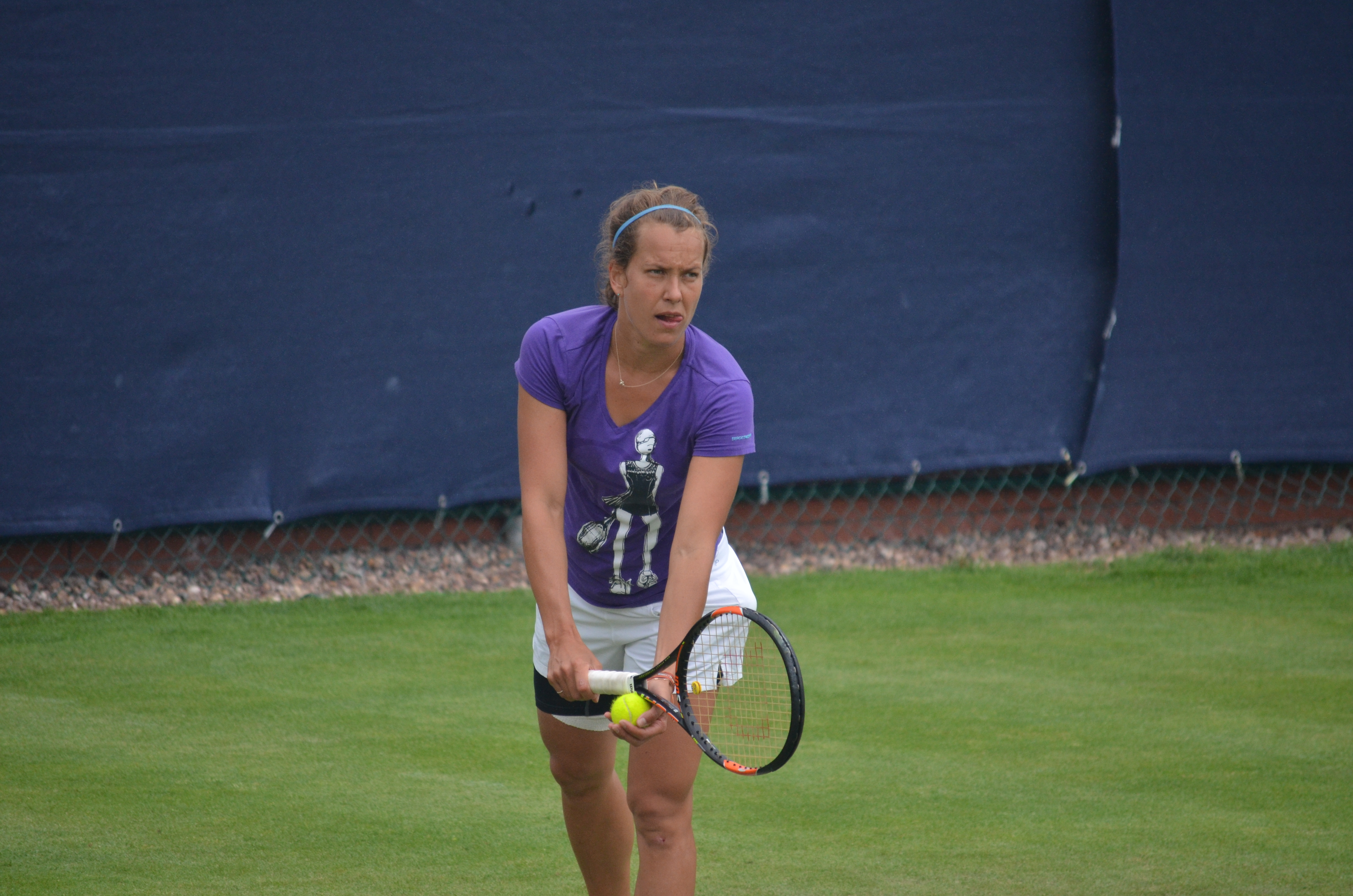
Barbora Strýcová

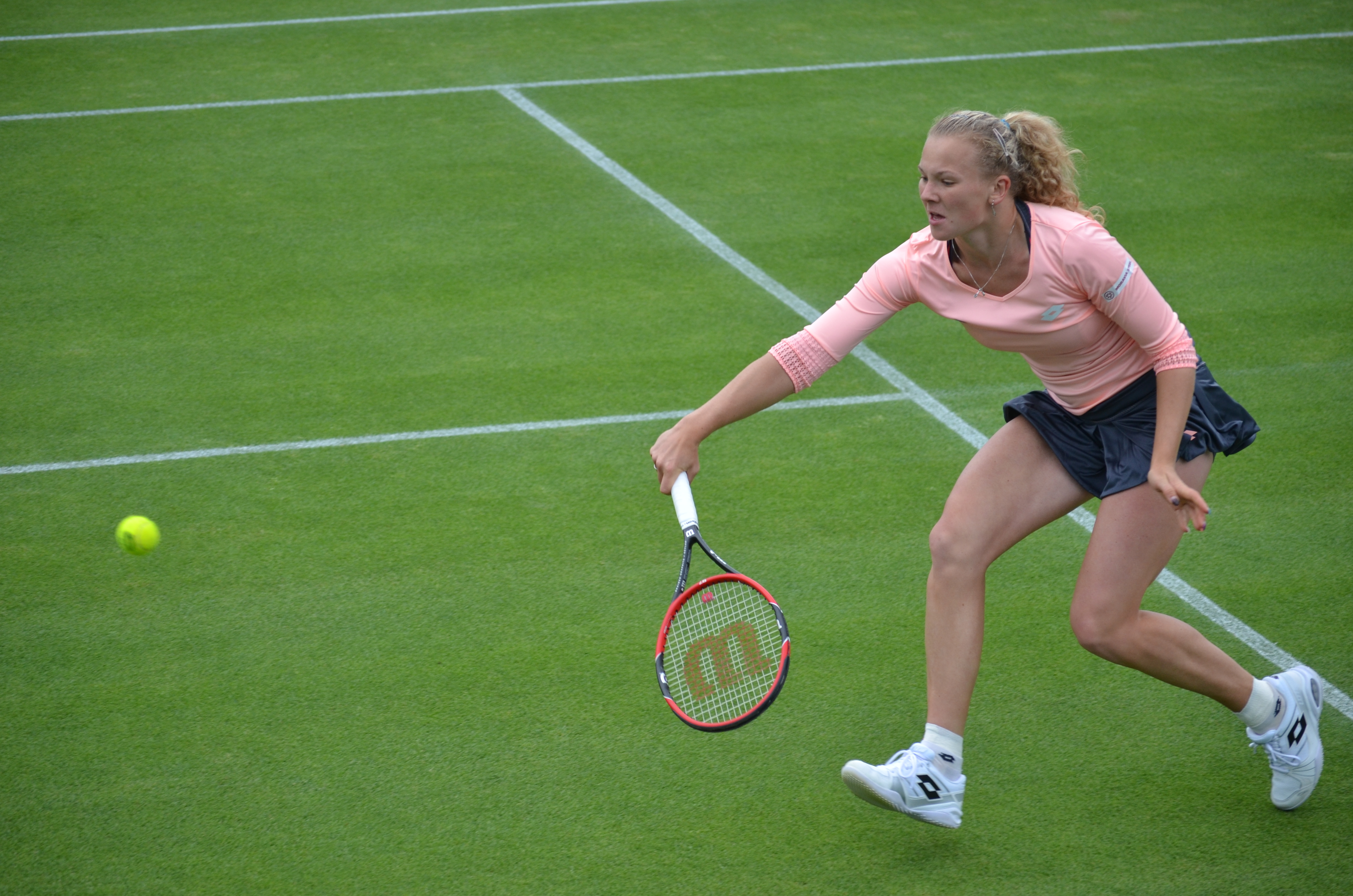
Kateřina Siniaková

Následující hráčky obdržely divokou kartu do hlavní soutěže:
- Naomi Broadyová
- Petra Kvitová
- Tara Mooreová
- Agnieszka Radwańská

Následující hráčky postoupily z kvalifikace:
- Christina McHaleová
- Tamira Paszeková
- Cvetana Pironkovová
- Kateřina Siniaková

Následující hráčka postoupila z kvalifikace jako tzv. šťastná poražená:
- Magda Linetteová

### Odhlášení
před zahájením turnaje
- Dominika Cibulková → nahradila ji Heather Watsonová
- Simona Halepová (poranění levé Achillovy šlachy)[1] → nahradila ji Magda Linetteová
- Světlana Kuzněcovová → nahradila ji Camila Giorgiová

## Ženská čtyřhra

### Nasazení
| Stát                                                                      | Hráčka            | Stát             | Hráčka                | WTA | Nasazení |
| ------------------------------------------------------------------------- | ----------------- | ---------------- | --------------------- | --- | -------- |
| Čínská Tchaj-pej                                                          | Čan Chao-čching   | Čínská Tchaj-pej | Čan Jung-žan          | 11. | 1.       |
| Indie                                                                     | Sania Mirzaová    | USA              | Coco Vandewegheová    | 24. | 2.       |
| Česko                                                                     | Andrea Hlaváčková | Česko            | Lucie Šafářová        | 25. | 3.       |
| Slovinsko                                                                 | Andreja Klepačová | Slovinsko        | Katarina Srebotniková | 53. | 4.       |
| Žebříček WTA k 6. červnu 2016; číslo je součtem umístění obou členek páru |                   |                  |                       |     |          |

### Jiné formy účasti

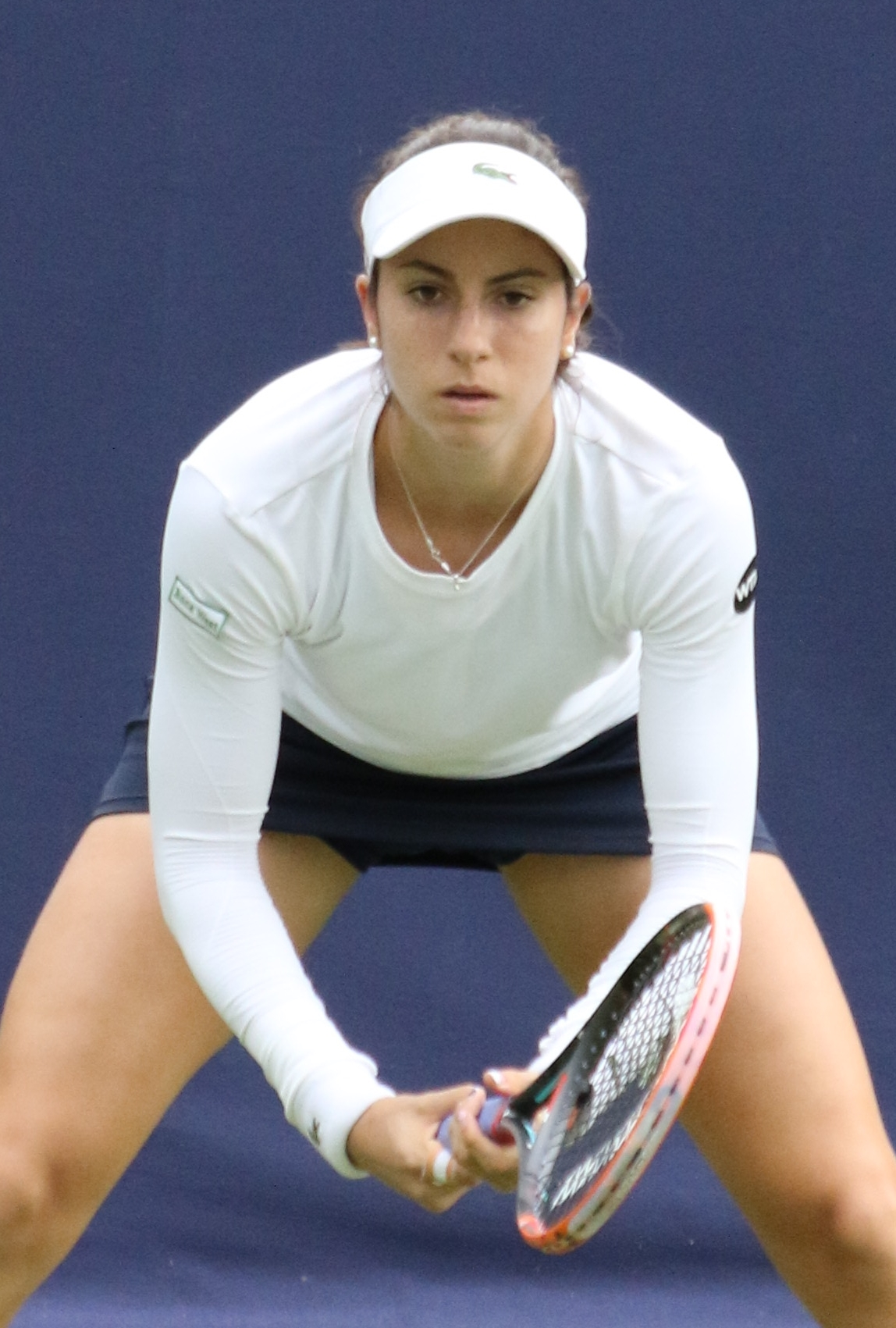
Christina McHaleová

Následující páry obdržely divokou kartu do hlavní soutěže:
- Belinda Bencicová /  Andrea Petkovicová
- Naomi Broadyová /  Heather Watsonová
- Johanna Kontaová /  Elina Svitolinová

## Přehled finále

### Ženská dvouhra
- Madison Keysová vs.  Barbora Strýcová, 6–3, 6–4

### Ženská čtyřhra
- Karolína Plíšková /  Barbora Strýcová  vs.  Vania Kingová /  Alla Kudrjavcevová, 6–3, 7–6(7–1)